# Leonora (Guyana)
Leonora is een dorp in de regio Essequibo Islands-West Demerara van Guyana. Het is gelegen aan de Atlantische Oceaankust en bevindt zich ongeveer 16 km ten noordwesten van Georgetown. In 2012 telde het dorp 1.555 inwoners.

## Geschiedenis
Leonora was oorspronkelijk een Nederlandse koffie- en  suikerrietplantage,  vernoemd naar twee kinderen van de planter: Leo en Nora. De plantage bestond al in 1789. Er werd later een suikerfabriek gebouwd bij de plantage, en in 1981 werd de fabriek van Uitvlugt overgenomen, maar in december 1986 sloot de fabriek definitief.
In 1900 werd een station geopend aan de Demerara-Essequibo-spoorlijn. Deze heeft tot 1974 bestaan.

## Overzicht
In Leonora bevindt zich een basisschool, een middelbare school, en een technische beroepsopleiding. Er is een politiebureau, en een ziekenhuis. Het dorp heeft een moskee, een Hindoeïstische tempel, een Presbyteriaanse kerk, een baptistenkerk. In 2005 werd de Synthetic Track and Field Facility, een multifunctioneel sportstadion dat plaats biedt aan 3.000 personen, geopend.

## Geboren
- Irfaan Ali (1980), president van Guyana[12]

Forteiland · Goed Fortuin · Leonora · Met-en-Meerzorg · Parika · Tuschen · Uitvlugt · Vreed en Hoop · Wakenaam · Windsor Forest · Zeeburg